# Myelochroa indica
Myelochroa indica är en lavart som först beskrevs av Hale, och fick sitt nu gällande namn av Elix & Hale. Myelochroa indica ingår i släktet Myelochroa och familjen Parmeliaceae.   Inga underarter finns listade i Catalogue of Life.